# Brienz-Surava

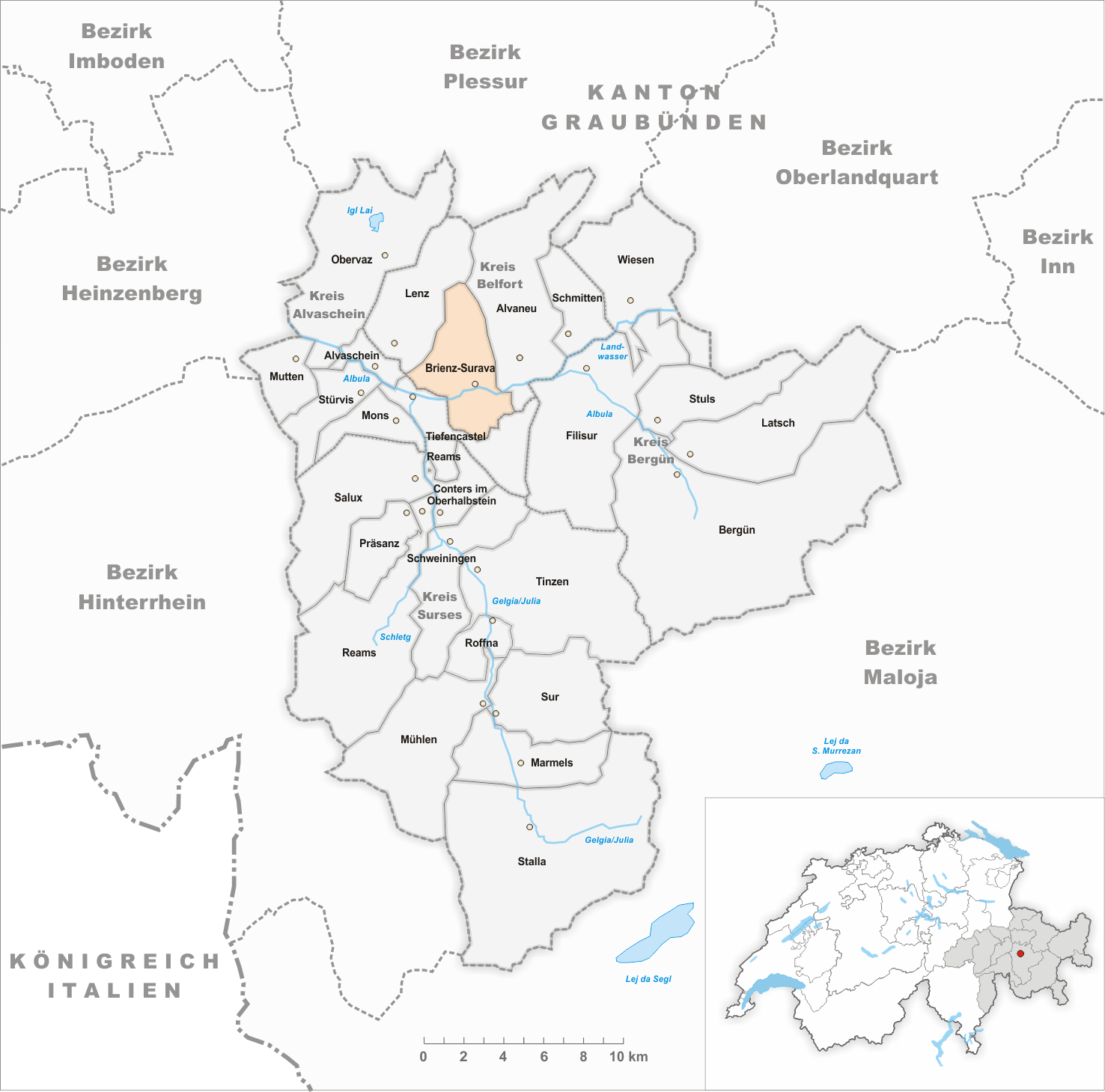
Gemeindestand vor der Fusion am 1. Januar 1883

Brienz-Surava war von 1869 bis 1883 eine Gemeinde des Kantons Graubünden in der Schweiz. Sie entstand aus der Fusion der Gemeinden Brienz (GR) und Surava. Bereits nach 14 Jahren trennten sich die Fusionspartner wieder. Brienz/Brinzauls und Surava waren nachher wieder eigenständige politische Gemeinden.

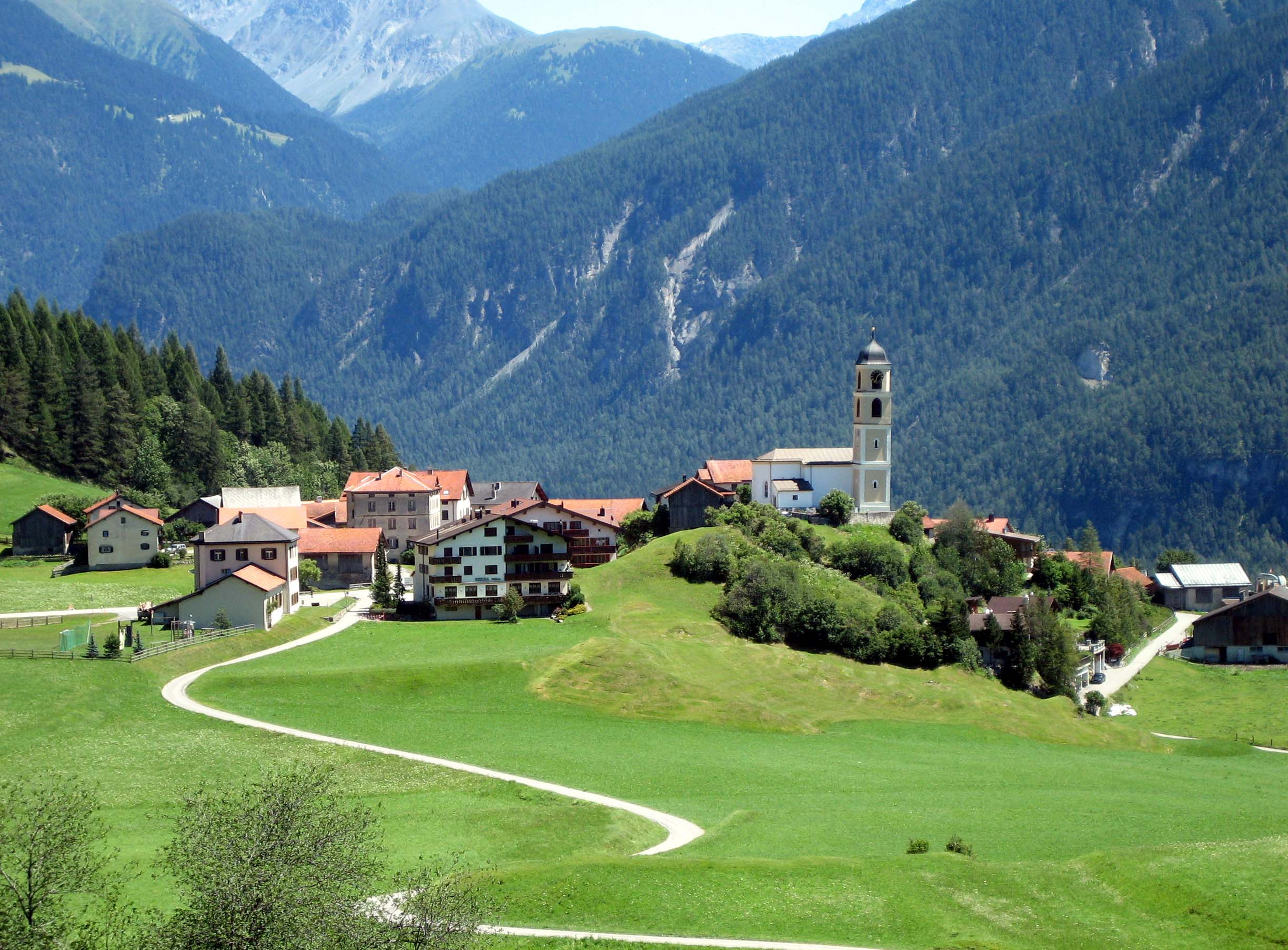
Brienz/Brinzauls
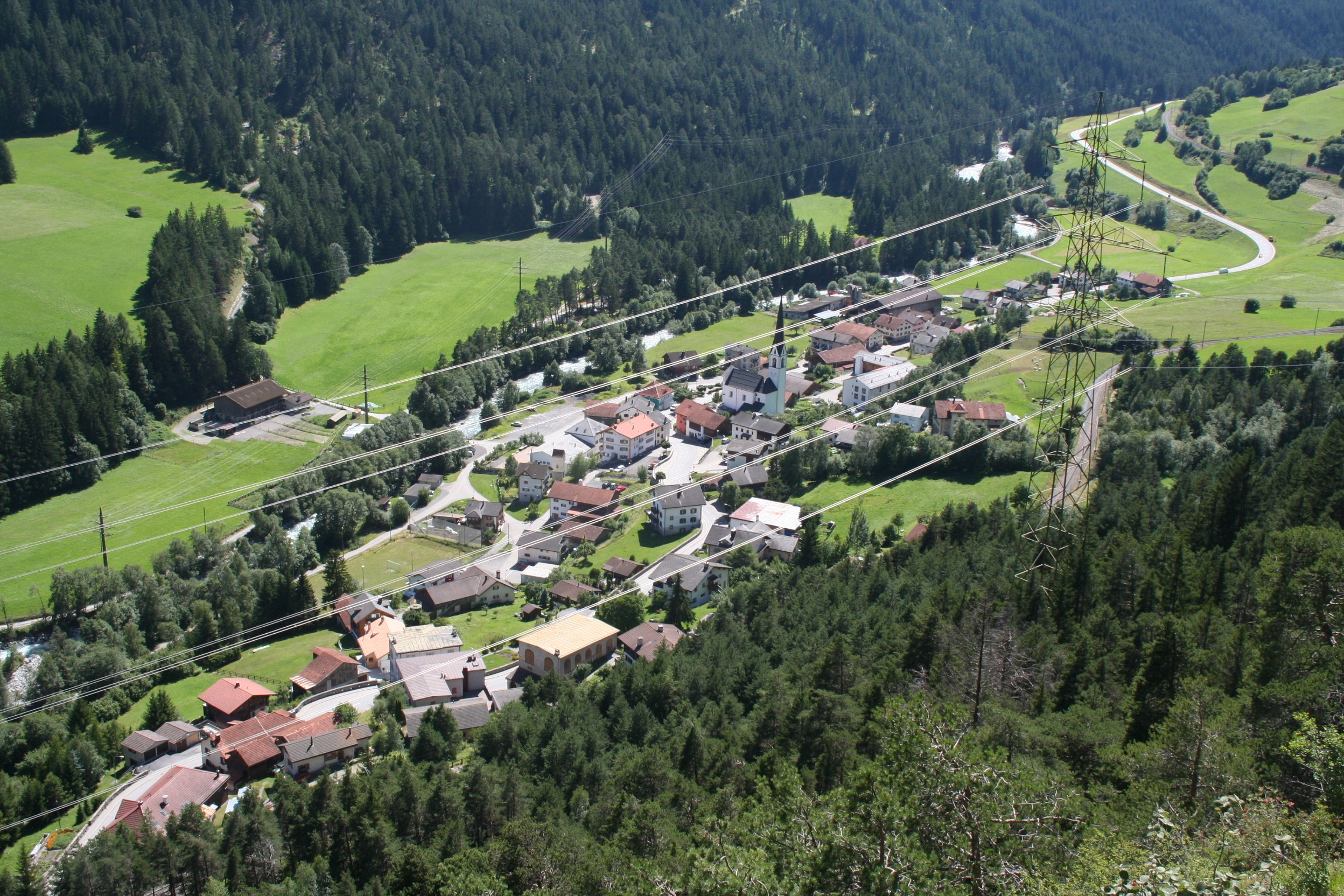
Surava